# Rickard Dahl
Rickard Dahl   (Landskrona, 5 d'agost de 1933 - 8 d'agost de 2007), a vegades escrit Richard Dahl, fou un atleta suec, especialista en el salt d'alçada, que va competir a finals de la dècada de 1950. La seva efímera carrera va quedar marcada per la sorprenent victòria en la prova del salt d'alçada al Campionat d'Europa d'atletisme de 1958, on va establir un nou rècord suec amb 2,12 metres. En aquesta competició va superar a Jiří Lanský i Stig Pettersson. Per aquesta actuació va ser guardonat amb la medalla d'or Svenska Dagbladet. També guanyà una medalla de bronze al Festival Mundial de la Joventut i els Estudiants de 1959.
Després de retirar-se de la competició, passà a exercir de periodista esportiu per al diari Länstidningen Södertälje, i més tard pel Nordvästra Skånes Tidningar.

## Millors marques
- Salt d'alçada. 2,12 metres (1958)[5]